# Phrixa hoegei
Phrixa hoegei är en insektsart som beskrevs av Henri Saussure och Francois Jules Pictet de la Rive 1897. Phrixa hoegei ingår i släktet Phrixa och familjen vårtbitare. Inga underarter finns listade i Catalogue of Life.